# Boris Komnenić
Boris Komnenić (Pula, 29. ožujka 1957. – Beograd, 6. ožujka 2021.) bio je srbijanski glumac i prvak drame Narodnog pozorišta u Beogradu.
U rodnom gradu pohađao je gimnaziju te studirao glumu na Fakultetu dramskih umjetnosti.
Poslije nekoliko sezona u slobodnom statusu, 1984. godine postao je član Drame Narodnog pozorišta. Na matičnoj sceni je odigrao veliki broj uloga:
- Aleksej Kolesov (Lenjin, Staljin, Trocki K. Vermolera)
- Ivo Kalons (Memorandum V. Havela)
- Jusupov (Sveti đavo Raspućin Aleksandra Popovića)
- Hans Miklos (Mefisto Klausa Manna)
- Jelen (Krtičnjak Miodraga Đukića)
- Stole Apač (Kad su cvetale tikve Dragoslava Mihailovića)
- Satin (Na dnu Maksima Gorkog)
- Vartolomije (Marija Magdalena i apostoli Ernesta Brila)
- Fjodor Ivanovič Kostomarov (Anfisa Vide Ognjenović)
- Ljubomir Protić (Ožalošćena porodica Branislava Nušića)
- Džek (Poslednja potera za zlatom Gordana Mihića)
- Relling (Divlja patka Henrika Johana Ibsena)
- Baron Šaler (Maska Miloša Crnjanskog)
- Atanasije Stojković (Vožd Karađorđe i knez Miloš)
- Astolfo (Život je san Pedra Calderóna de la Barce)
- Oberon (San ivanjske noći Williama Shakespearea)
- Jovan (Pokondirena tikva Jovana Sterije Popovića)
- Vasilije Šopalović (Putujuće pozorište Šopalović Ljubomira Simovića)
- Argan (Umišljeni bolesnik Molièrea)...

Pored kazališnih, ostvario je i mnoštvo uloga na filmu i televiziji. Neke od najznačajnijih su u televizijskim serijama Sivi dom i Bolji život, i u filmovima Tajvanska kanasta, Dani od snova, Splav meduza, Direktni prenos, Špadijer - jedan život i dr.
Preminuo je u Beogradu 6. ožujka 2021. u 64. godini života.

## Filmografija
| Godina | Film                            | Žanr                                  | Uloga                       |
| ------ | ------------------------------- | ------------------------------------- | --------------------------- |
| 1978.  | Sedam sekretara SKOJ-a          | mini TV serija                        |                             |
| 1980.  | Dani od snova                   |                                       |                             |
| 1980.  | Splav meduze                    | drama                                 | Mišić                       |
| 1982.  | Ruski Umetnički eksperiment     | TV drama                              |                             |
| 1982.  | Direktan prenos                 | drama                                 | Filip                       |
| 1984.  | Sivi dom                        | drama (TV serija)                     | Miloš Katić                 |
| 1985.  | Slučaj Laze Kostića             | TV drama                              |                             |
| 1985.  | Crvena baraka                   | TV drama                              |                             |
| 1985.  | Tajvanska kanasta               | komedija, drama                       | Saša Belopoljanski          |
| 1986.  | Bal na vodi                     | drama, ljubavni                       |                             |
| 1986.  | Spadijer-jedan život            | drama                                 | Doktor II                   |
| 1987.  | Bolji život                     | komedija, drama (TV serija)           | Saša Popadić                |
| 1987.  | The Misfit Brigade              | ratni                                 | Bauer                       |
| 1988.  | Kako zasmejati gospodara        | komedija                              |                             |
| 1989.  | Šargarepo ti ne rasteš lepo     | TV drama                              |                             |
| 1989.  | Bolji život                     | komedija                              | Saša Popadić                |
| 1990.  | Bolji život 2                   | komedija (TV serija)                  | Saša Popadić                |
| 1991.  | Konak                           | TV drama                              |                             |
| 1992.  | Prokleta je Amerika             |                                       |                             |
| 1995.  | Sve će to narod pozlatiti       | TV drama                              | Kapetan Tanasije Jeličić    |
| 1996.  | Gore dole                       | komedija (TV serija)                  | Nikola Lule Bajmočki        |
| 1999.  | Bez pogovora                    | TV drama                              | Ben                         |
| 2000.  | Dug iz Baden-Badena             | TV drama                              | Aleksandar Fjodorovič Oto   |
| 2001.  | Tesla ili prilagođavanje anđela | TV drama                              | Gospodin Džon Smit, novinar |
| 2002.  | Naša mala redakcija             | komedija (TV serija)                  | Direktor Rosić              |
| 2002.  | Majstor                         | TV drama                              |                             |
| 2002.  | T.T. Sindrom                    | horor, triler                         | Magistar Đorđević           |
| 2002.  | Lisice                          | drama, komedija, ljubavni (TV serija) | Mimin otac                  |
| 2002.  | Novogodišnje vjenčanje          | TV komedija                           |                             |
| 2003.  | Kazneni prostor                 | komedija (TV serija)                  | Bradonja                    |
| 2003.  | Taksista                        | komedija, kratkometražni              | Magični                     |
| 2003.  | 011 Beograd                     | drama                                 | Pero                        |
| 2003.  | Ilka                            | drama                                 | Ministar vojni Grujić       |
| 2003.  | Sjaj u očima                    | drama                                 | Profa                       |
| 2004.  | Skela                           | TV drama                              | Strani putopisac            |
| 2004.  | Lift                            | komedija, drama, ljubavni (TV serija) | Advokat                     |
| 2004.  | Kad porastem biću kengur        | komedija                              | Doktor                      |
| 2004.  | Šta mi spremaš?                 | komedija (TV serija)                  |                             |
| 2004.  | Crni Gruja 2                    | komedija (TV serija)                  | Bećir aga                   |
| 2005.  | Dangube                         | komedija (TV serija)                  | Sanitarni inspektor         |
| 2005.  | Na badnji dan                   | TV ljubavni                           | Žandarm                     |
| 2005.  | Idealne veze                    | komedija (TV serija)                  |                             |
| 2005.  | Sedam i po                      | komedija, drama                       |                             |
| 2005.  | Ljubav, navika, panika          | komedija (TV serija)                  | Bane                        |
| 2005.  | Uslovna sloboda                 | komedija, triler                      | Kontraadmiral Gazivoda      |
| 2006.  | Aporia                          | drama                                 | Zenon                       |
| 2006.  | The Phantom                     | triler                                | Chief Inspector             |

## Vanjske poveznice
- Boris Komnenić na IMDB